# Äteritsiputeritsipuolilautatsijänkä
Äteritsiputeritsipuolilautatsijänkä je rašeliniště ve Finsku (konkrétně v Laponsku, v regionu Savukoski). Název tohoto rašeliniště má 35 písmen a je tak nejdelším názvem místa ve Finsku a druhým nejdelším v Evropě (prvním je velšský Llanfairpwllgwyngyllgogerychwyrndrobwllllantysiliogogogoch).
Původ názvu je neznámý.

## Äteritsiputeritsipuolilautatsi-baari
Podle tohoto rašeliniště byla pojmenována hospoda v blízké vesnici Salla, Äteritsiputeritsipuolilautatsi-baari. Říká se, že pro ni měl majitel vymyšlené dva názvy, ale oba byly zabrané. Pojmenoval ji tedy jménem, o kterém věděl, že ho nikdo nepoužil. Také to byl nejdelší název komerčního objektu ve Finsku. Hospoda byla zavřena v dubnu roku 2006.